# Мартін Вінтер (веслувальник)
Мартін Вінтер (нім. Martin Winter, 5 листопада 1955 — 21 лютого 1988) — східнонімецький академічний веслувальник.
Олімпійський чемпіон 1980 року в складі парної четвірки.
Чемпіон світу 1977, 1978, 1981, 1982 років у складі парної четвірки, бронзовий призер 1975 (одиночки), 1979 (парні двійки) років.